# Elizabeth Rae Magnuson
Elizabeth Rae Magnuson   (1968) és una soprano estatunidenca.
Estudià música als Estats Units i a Europa. S'especialitzà en Beethoven, Rossini, Mozart i Bizet.
Ha treballat al costat de grans artistes de l'òpera com: Carlos Chausson, Liliana Nikiteanu, Marijana Mijanovic, Manuel Lanza, Vesselina Kasarova, Reinaldo Macías, Nicolai Ghiaurov, Isabel Rey, Franco Vassallo, Lawrence Brownlee, Günther Groissböck, Gabriel Bermúdez, Boguslaw Bidzinski,etc.
Ha interpretat en les óperes del Japó, Alemanya, Suïssa, Itàlia, França, Austria, Anglaterra, etc
Magnuson és una habitual del Teatre de l'òpera de Zúric (Suïssa) i de la Royal Opera House de Londres.